# Eye Cue
Eye Cue este un duo pop rock din Macedonia format în 2008 de vocaliștii Bojan Trajkovski și Marija Ivanovska (n. 18 septembrie 1988). În timpul concertelor, celor doi li se alatură deseori bateristul Ivo Mitkovski. Grupul s-a bucurat de succes în topurile muzicale cu „Magija” în 2008, iar în 2010 au intrat în MTV Adria Top 20 cu piesa „Not This Time”. În 2015 au câștigat Skopje Fest cu piesa „Ubava”.
Duo-ul va reprezenta Macedonia la Concursul Muzical Eurovision 2018 în Lisabona, Portugalia, cu piesa „Lost and Found”. Duo-ului i s-a alăturat în 2016 Darko Dimitrov, producătorul piesei care va reprezenta Macedonia în concurs. Acesta va urca alături de Trajkovski și Ivanovska pe scena Eurovision 2018.